# ニキ・クサンスー
ニキ・クサンスー（ギリシア語: Νίκη Ξάνθου, 英語表記:Niki Xanthou, 1973年10月11日 - ）は、ギリシャのロードス島出身の女子走り幅跳び選手。今までに9回もの国内記録を更新しており、現在の彼女の最高記録は1997年8月スイスのベッリンツォーナで記録した7.03メートルである。

## 記録
| 年   | 大会                     | 場所                           | 結果 | 記録   |
| ---- | ------------------------ | ------------------------------ | ---- | ------ |
| 1992 | 世界ジュニア陸上選手権   | ソウル(韓国)                   | 8位  | 6,03m  |
| 1995 | 世界室内陸上選手権       | バルセロナ(スペイン)           | 4位  | 6,51m  |
| 1996 | アトランタオリンピック   | アトランタ(アメリカ合衆国)     | 4位  | 6,97 m |
| 1997 | 世界室内陸上選手権       | パリ(フランス)                 | 5位  | 6,69m  |
| 1997 | 世界陸上選手権           | アテネ(ギリシャ)               | 2位  | 6,94 m |
| 1997 | 地中海競技大会           | バーリ(イタリア)               | 1位  | 6.72 m |
| 1998 | ヨーロッパ室内陸上選手権 | ブダペスト(ハンガリー)         | 5位  | 6,55m  |
| 1998 | グッドウィルゲームズ     | ユニオンデール(アメリカ合衆国) | 3位  | 6,84m  |
| 1999 | 世界室内陸上選手権       | 前橋市(日本)                   | 4位  | 6,65m  |
| 2002 | ヨーロッパ室内陸上選手権 | ウィーン(オーストリア)         | 1位  | 6,74m  |
| 2003 | 世界室内陸上選手権       | バーミンガム(イングランド)     | 5位  | 6,47m  |